# Edifício Principal do Ministério da Defesa (Rússia)
O Terceiro Edifício do Ministério da Defesa da Rússia é a sede do Centro de Gestão da Defesa Nacional das Forças Armadas Russas . Ele está situado no aterro Frunzenskaya, em Moscou, capital da Rússia.

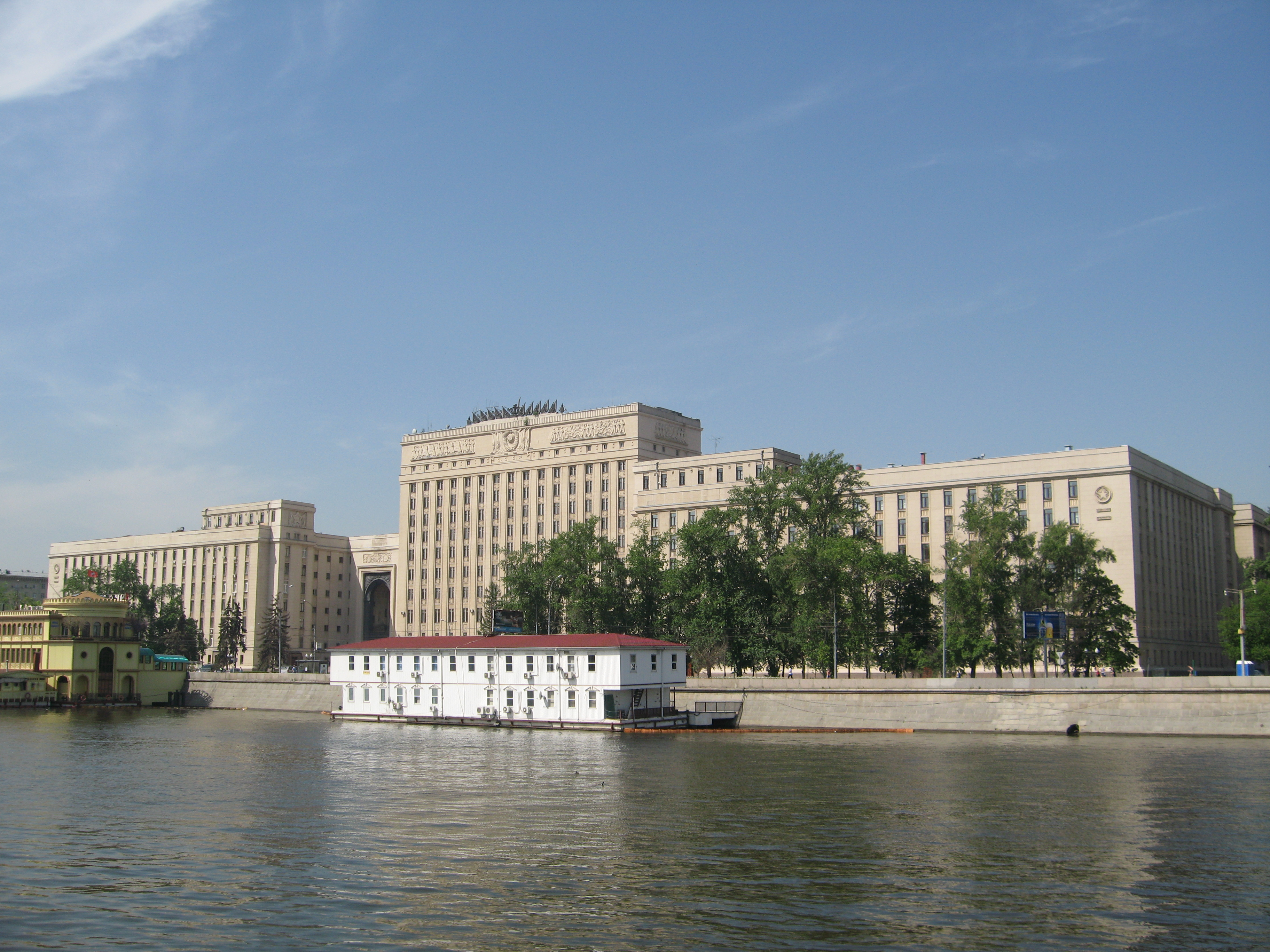
Foto do edifício em 2008 (antes das adições de 2014)

O edifício foi projetado pelo arquiteto russo Lev Rudnev. Os trabalhos no terreno para a construção foram iniciados em 1940, e o edifício foi inaugurado em 1952. Edifícios adicionais foram adicionados ao complexo em 2014.